# 1976 في كوبا
فيما يلي قوائم الأحداث التي وقعت خلال عام 1976 في كوبا.

## سياسة

### تعيين في المنصب
- 2 ديسمبر – خوان ألميدا عضو في الجمعية الوطنية لكوبا.
- 2 ديسمبر – فيدل كاسترو رئيس كوبا.

### انتهاء فترة المنصب
- 2 ديسمبر – أوزفالدو دورتيكوس تورادو رئيس كوبا.

## مواليد

### يناير
- 9 يناير – يوانكا غونزاليس درّاجة طريق كوبية.

### مارس
- 9 مارس – أنير غارسيا منافِس أوليمبي كوبي.

### نوفمبر
- 5 نوفمبر – ميشيل لوبيز نونيز ملاكم كوبي.

## وفيات

### أغسطس
- 9 أغسطس – خوسيه ليزاما ليما (مواليد 1910)